# Apsley
Apsley is een plaats en civil parish in het bestuurlijke gebied Dacorum, in het Engelse graafschap Hertfordshire.

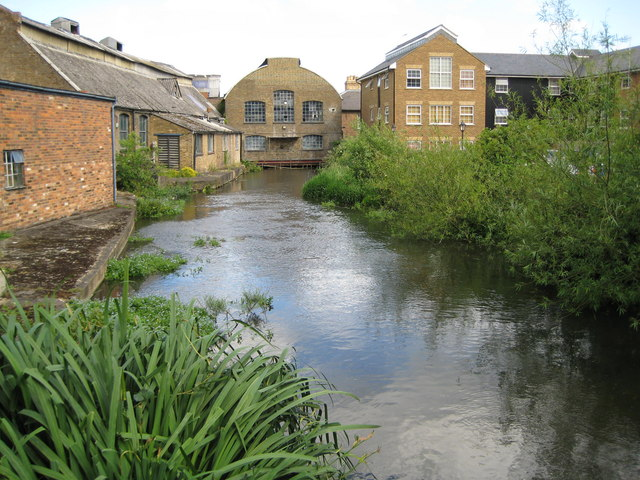
Frogmore Mill
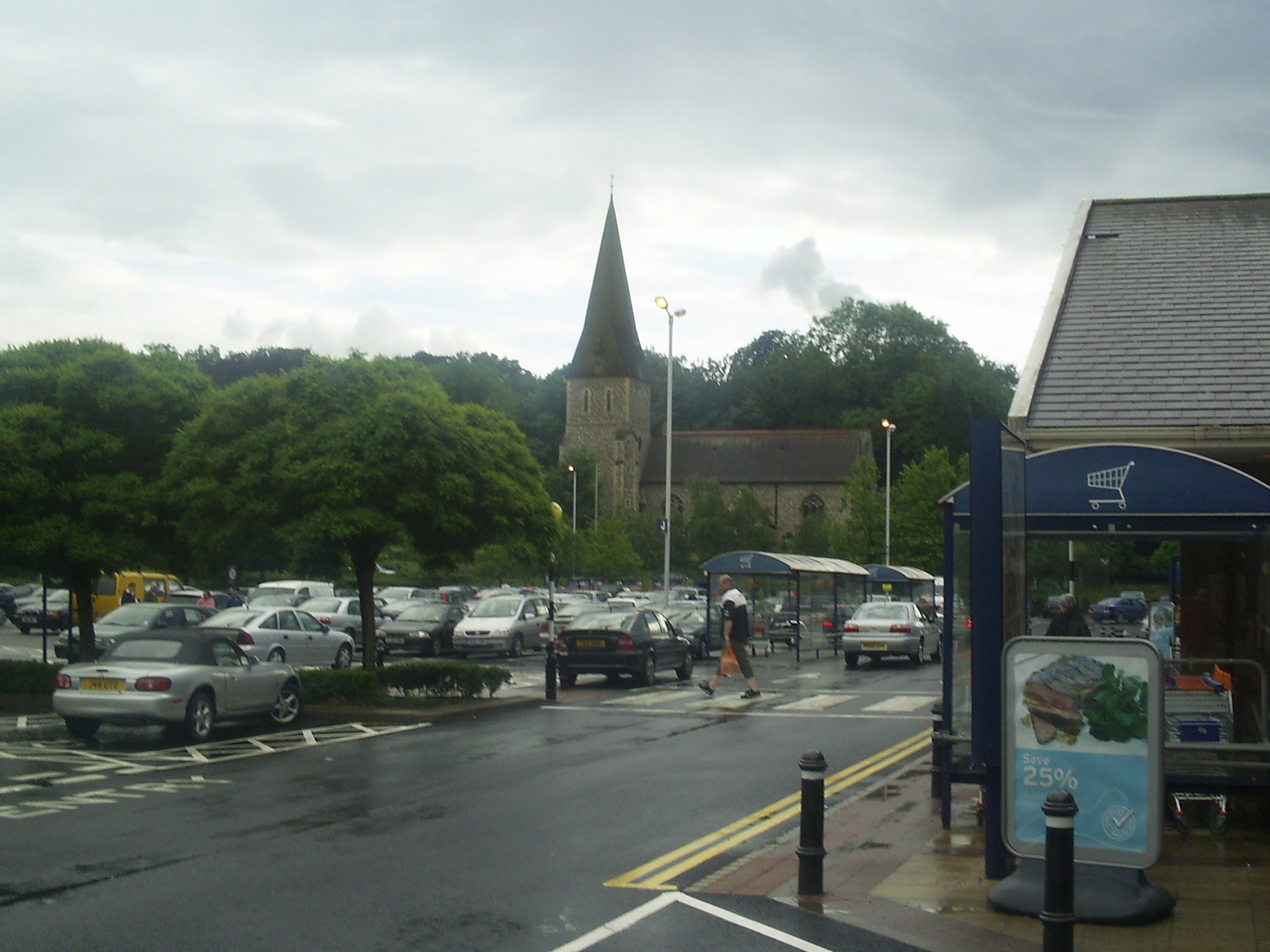
Apsley